# 南克魯賽羅 (巴拉那州)
南克鲁赛罗（葡萄牙語：Cruzeiro do Sul）是巴西南部巴拉那州的一个市镇。总面积258.78平方公里，总人口4595人，人口密度17.8人/平方公里。